# Rapti (zona)
Rapti (em nepali: राप्ती अञ्चल; transl. Rapti Añcal) é uma zona do Nepal. Está inserida na região do  Centro-Oeste. Em 2001 tinha 1 286 806 habitantes e 10 482 km² de área. A capital é a cidade de Tulsipur.

## Distritos
A zona de Bheri está dividida em cinco distritos:
- Dang
- Pyuthan
- Rolpa
- Rukum
- Salyan